# Phorbas tenacior
Phorbas tenacior är en svampdjursart som först beskrevs av Topsent 1925.  Phorbas tenacior ingår i släktet Phorbas och familjen Hymedesmiidae. Inga underarter finns listade i Catalogue of Life.